# Louise von Plessen
Louise von Plessen, née von Berkentin le 26 avril 1725 à Vienne et morte le 14 septembre 1799 à Celle, est une aristocrate germanophone sujette du Danemark qui fut grande-maîtresse de la cour du royaume de Danemark auprès de la reine Caroline-Mathilde, sous le règne de Christian VII de Danemark. Elle fit partie des cercles d'opposition et entretint une correspondance avec Friedrich Gottlieb Klopstock.

## Biographie

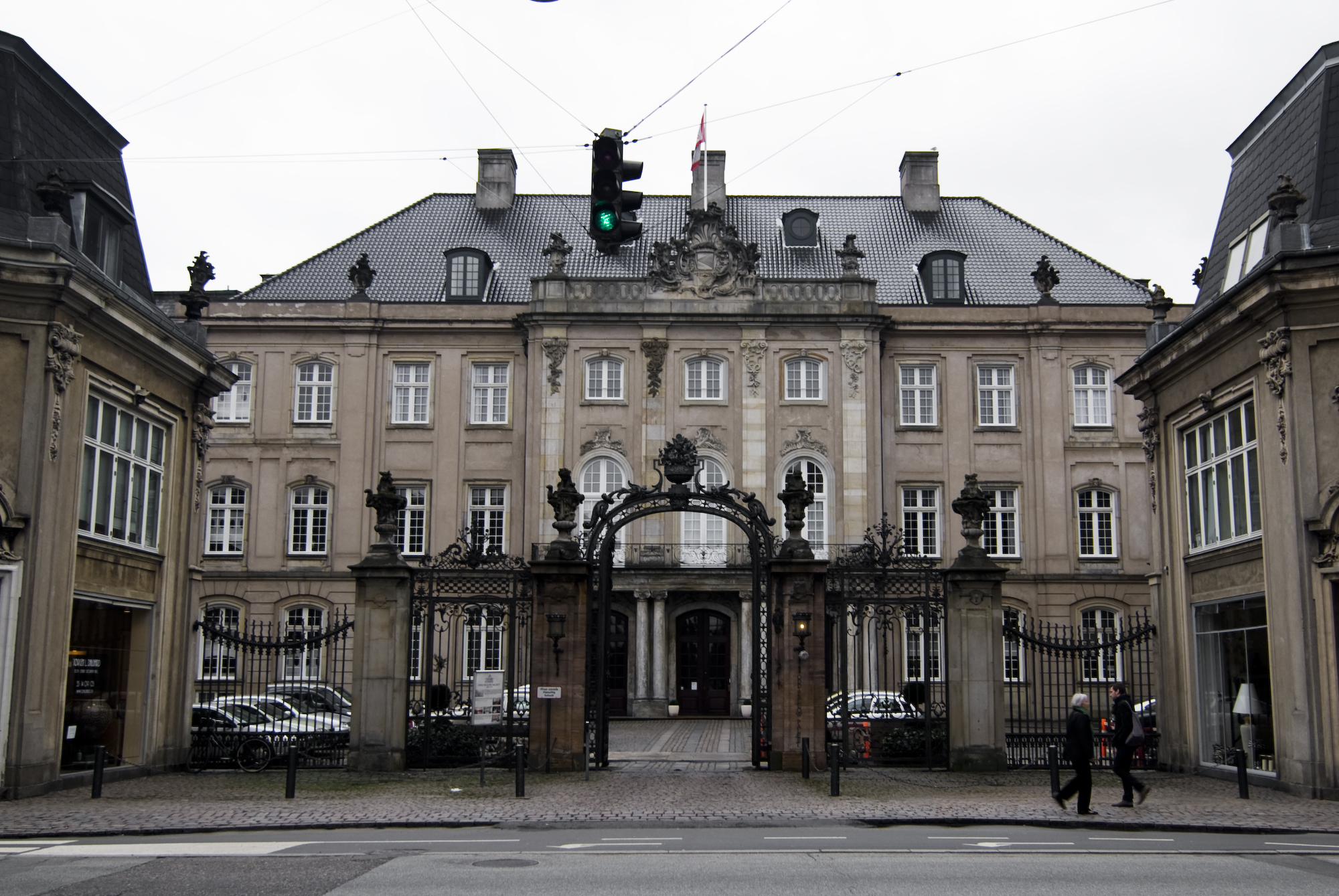
Palais Berkentin à Copenhague

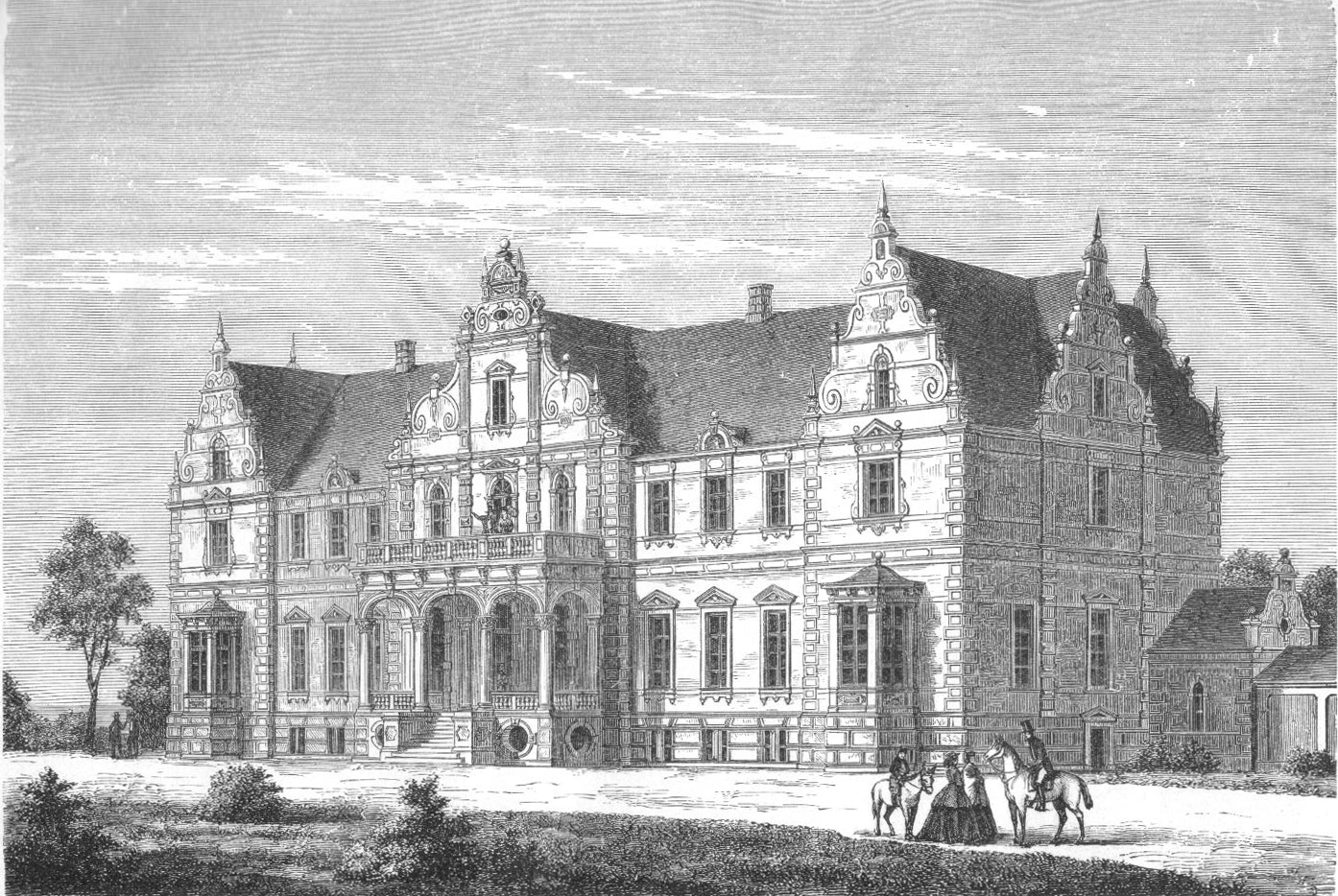
Château de Kokkedal vers 1865

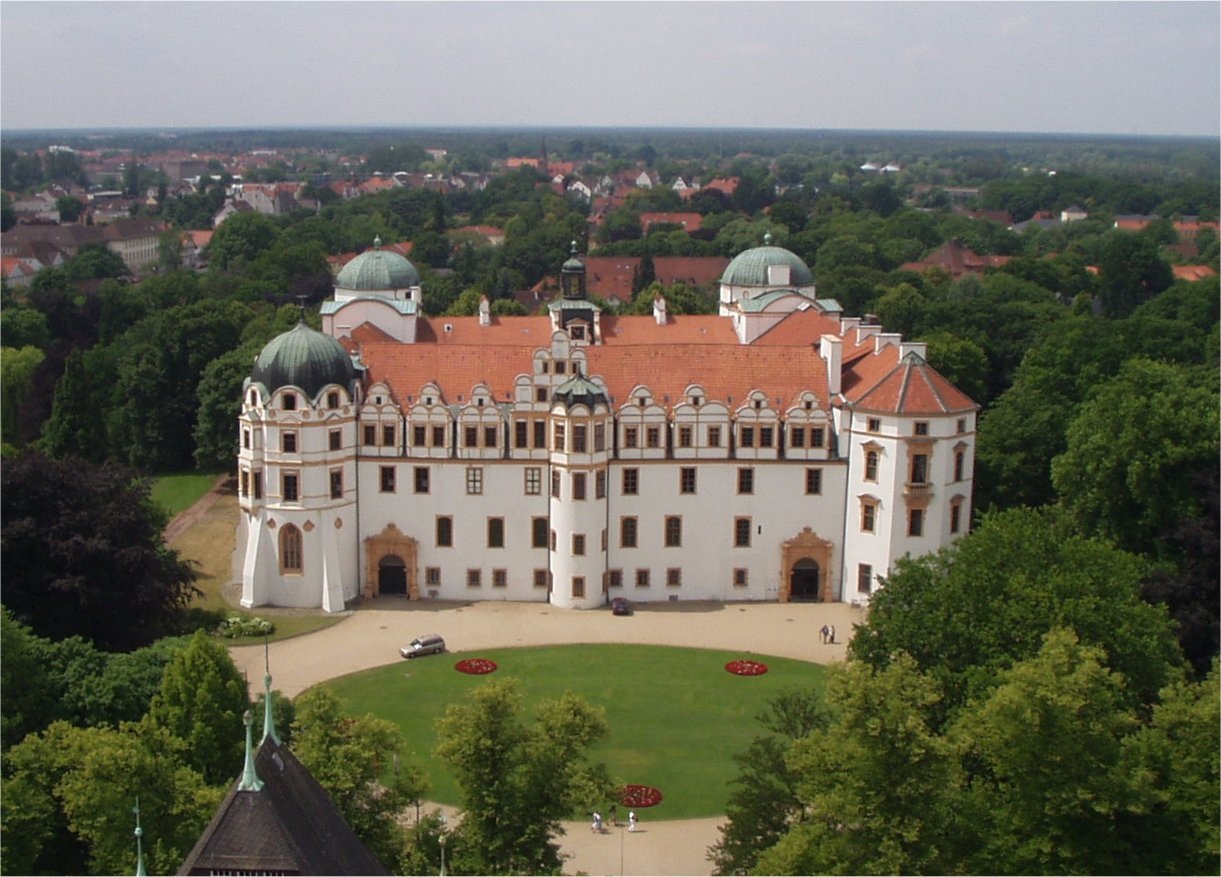
Château de Celle

Louise von Plessen est la fille du comte Christian August von Berkentin (1694-1758), issu d'une ancienne famille de la noblesse du Mecklembourg et diplomate à la cour du Danemark, et de son épouse, née Suzanne von Boineburg zu Honstein. Elle est choisie à l'âge de quinze ans pour être dame de la cour de la reine Sophie, née princesse de Brandebourg-Culmbach. Louise von Berkentin épouse en 1744 le chambellan Christian Siegfried von Plessen (1716-1755), issu d'une illustre famille du Holstein et du Mecklembourg, les Plessen. Ce mariage est sans descendance. Devenue veuve, elle retourne vivre chez son père et fonde une maison d'éducation pour jeunes demoiselles à Christianshavn. Lorsque le comte von Berkentin meurt trois ans plus tard, Louise von Plessen donne le palais familial en location au richissime négociant Heinrich Carl Schimmelmann, futur comte et conseiller à la cour, puis le lui vend. Après cela, elle demeure dans le domaine familial près de Kokkedal, dans l'île de Seeland.
La comtesse est entrée à cette époque en relation épistolaire avec Klopstock qui faisait partie du cercle du comte von Bernstorff et des amis du chapelain Cramer. Klopstock se rend à Kokkedal après la mort de son épouse Meta, en 1758.
En 1766, elle obtient la charge de grande-maîtresse (Oberhofmeisterin) de la cour à Copenhague, auprès de la jeune reine Caroline-Mathilde, âgée alors de quinze ans. Elle est témoin de la mésentente du ménage royal et des intrigues de cour. La comtesse adopte une attitude de convenance sévère qui lui vaut la froideur du roi et la bienveillance de la jeune reine. Après la naissance de l'héritier du trône en 1768, elle est congédiée par Christian VII. Elle part pour Celle, où elle vit jusqu'à la fin de ses jours. La reine Caroline-Mathilde la suit, car elle est bannie du royaume en 1772 à cause de sa liaison avec Struensee qui, accusé de complot, est décapité. Les deux femmes mènent au château de Celle une petite vie de cour avec des personnes cultivées dans l'esprit de l'Aufklärung, mais la reine meurt trois ans après en 1775.
La comtesse von Plessen est enterrée dans la chapelle des Berckentin à la cathédrale de Lübeck ; lorsque celle-ci fut bombardée par les Anglais en 1945, son sarcophage de grès fut placé dans la partie sud-est de la chapelle derrière le chœur, où il se trouve toujours avec les tombes de ses parents et grands-parents.
Elle a écrit ses Mémoires en français, Mémoires de la cour de Danemark.

## Bibliographie

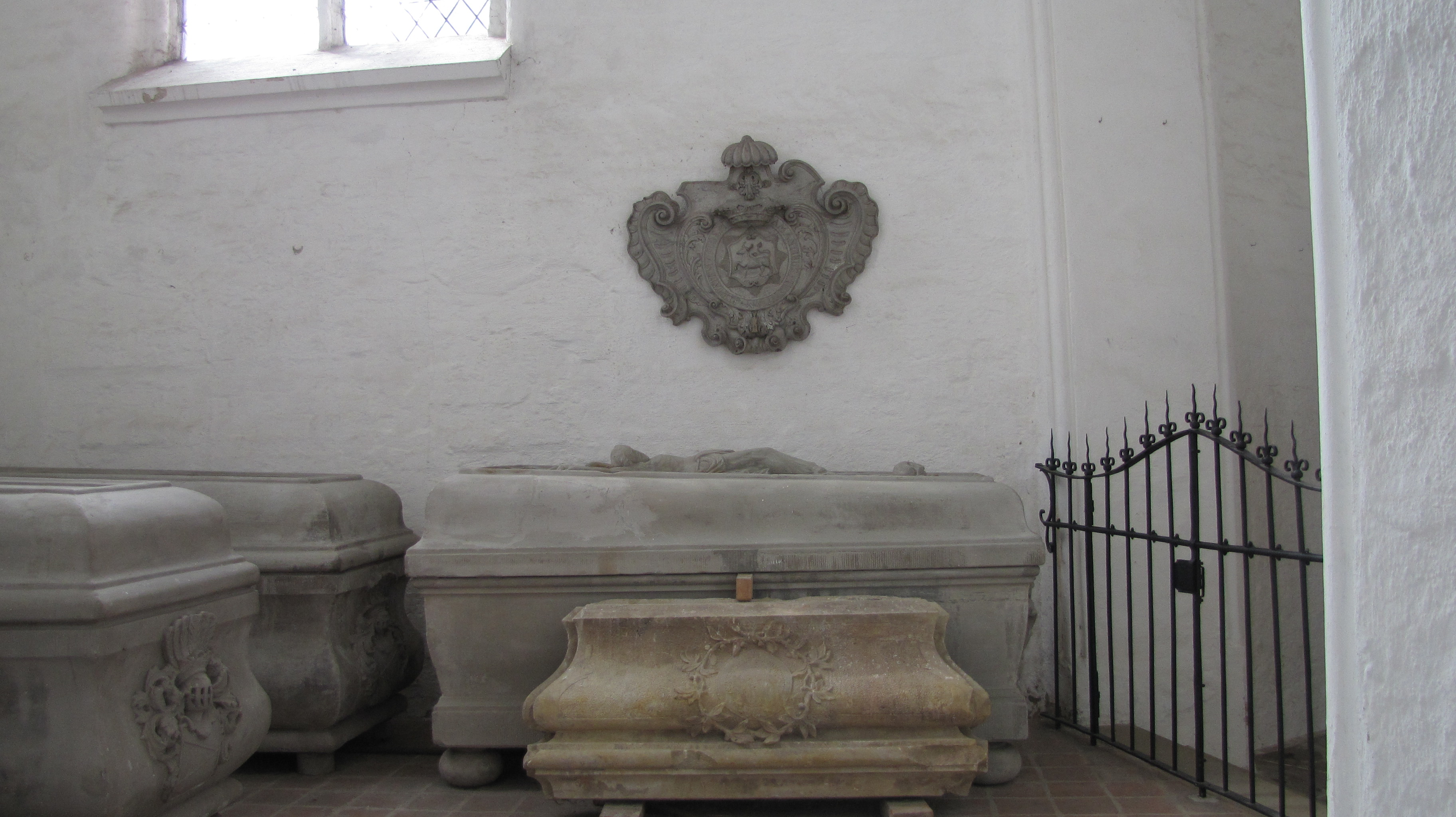
Sarcophages des Berckentin, ou Berkentin